# کبننس (دهانه)
کبننس یک دهانه برخوردی در ماه‌ است.

## دهانه‌های اقماری
این دهانه ۳ دهانه اقماری دارد.
| Cabannes | عرض جغرافیایی | طول جغرافیایی | قطر          |
| -------- | ------------- | ------------- | ------------ |
| Q        | ۶۳.۳° S       | ۱۷۴.۵° W      | ۴۹.۰ کیلومتر |
| J        | ۶۲.۲° S       | ۱۶۷.۲° W      | ۳۴.۰ کیلومتر |
| M        | ۶۴.۲° S       | ۱۷۰.۲° W      | ۴۸.۰ کیلومتر |